# Paul Karp
Paul Karp (* 18. Apriljul. / 1. Mai 1905greg. auf dem Gut Adila, damals Gemeinde Hageri, heute Landgemeinde Kohila, Kreis Rapla, Estland; † 7. Dezember 1981 in Tallinn) war ein estnischer Dirigent und Posaunist.

## Leben und Musik
Paul Karp schloss 1931 sein Studium im Fach Posaune bei Raimund Kull und 1933 im Fach Komposition bei Artur Kapp am Tallinner Konservatorium ab. Ab 1935 unterrichtete Karp selbst Posaune und Tuba am Konservatorium, ab 1968 mit dem Titel eines Professors.
Von 1922 bis 1927 spielte Karp in verschiedenen estnischen Militärorchestern. Anschließend wurde er professioneller Musiker. Bis 1941 war er als Posaunist im Theater- und Konzerthaus Estonia in Tallinn engagiert. Während der sowjetischen Besetzung Estlands war Karp Mitbegründer der Staatlichen Philharmonie der Estnischen SSR (estnisch ENSV Riiklik Filharmoonia) und wurde deren künstlerischer Leiter und Direktor.
Von 1941 bis 1944 war Karp Dirigent beim Orchester des estnischen Rundfunks. Von 1944 bis 1950 war er Chefdirigent des Sinfonieorchesters von Eesti Raadio.
1965 wurde Paul Karp der Titel eines Verdienten Künstlers der Estnischen SSR verliehen.